# Кирш, Филипп
Филипп Кирш (англ. Philippe Kirsch; род. 1 апреля 1947 в Намюр, Бельгия) — канадский адвокат, государственный деятель, дипломат, в период с 2003 по 2009 годы являлся председателем Международного уголовного суда.
Кирш родился в Бельгии в 1947 году, а в 1961 году в возрасте четырнадцати лет с семьёй переехал на постоянное жительство в Монреаль, Канаду. Там он окончил юридический факультет Монреальского университета, получив сперва степень бакалавра гражданского права (1966), затем — магистра права (1972). В 1970 году был принят в Квебекскую ассоциацию адвокатов, позже в 1988 году получил статус королевского адвоката.
Дипломатическую карьеру начал с 1972 года в Посольстве Канады в Перу. Затем работал в качестве юридического советника в Министерстве иностранных дел и международной торговли Канады, также был специальным представителем Канады в различных международных организациях. В 1995-1999 годы член Постоянной Палаты Третейского Суда. С 1999 по 2003 годы Посол Канады в Королевстве Швеция.
Филипп Кирш принимал активное участие в процессе формирования Международного уголовного суда. В 1998 году он являлся председателем Комитета полного состава Дипломатической конференции полномочных представителей по учреждению Международного уголовного суда. Он также был председателем Подготовительной комиссии для Международного уголовного суда (1999-2002).
Кирш является признанным специалистом в сфере международного права, а именно в области международного гуманитарного и международного уголовного права. Неоднократно участвовал в деятельности Международных конференций Красного Креста и Красного Полумесяца, в работе конференции по защите жертв войны. Принимал активное участие в составе Шестого комитета Генассамблеи ООН по разработке международно-правовых документов, связанных с пресечением и борьбой против актов терроризма и обеспечения безопасности на воздушном и морском транспорте.
С 2003 по 2009 годы входил в первый состав Международного уголовного суда и был избран его председателем. По истечении шестилетнего срока полномочий на этом посту его сменил Сон Санхён.
В 2009 году он стал офицером Ордена Канады с указанием «За вклад в международное уголовное право, в частности, в качестве Председателя Международного уголовного суда в Гааге».